# Ibalia
Ibalia – rodzaj błonkówek z rodziny zgniotowatych.

## Zasięg występowania
Większość gatunków występuje w holarktyce. W Polsce trzy lub cztery gatunki(zobacz: zgniotowate Polski).

## Biologia i ekologia
Larwy są parazytoidami larw trzpiennikowatych. Gatunki podrodzaju Ibalia żerują na podrodzinie Siricinae (rodzaje. Sirex, Urocerus i Xeris), zaś Tremibalia na Tremicinae (rodzaj Tremex).

## Systematyka
Do rodzaju Ibalia zalicza się 13 żyjących gatunków, zgrupowanych w 2 podrodzajach:
- Podrodzaj Ibalia Latreille, 1802
  - Ibalia aprilina
  - Ibalia arizonica
  - Ibalia kirki
  - zgniot husarczyk (Ibalia leucospoides)
  - Ibalia montana
  - Ibalia ruficollis
  - Ibalia rufipes
- Podrodzaj Tremibalia Kierych, 1973 
  - Ibalia anceps
  - Ibalia hunanica
  - Ibalia jakowlewi
  - Ibalia japonica
  - Ibalia mirabilis
  - Ibalia ornata

oraz 1 gatunek wymarły:
- †Ibalia electra